# At Menguellat
At Menguelat ou Aït Menguellet (At Mangellat en kabyle, Amengellat, ou Imengellaten) est une tribu (arch, lɛerc) de Kabylie et aussi une confédération de tribus (taqbilt) composée de quatre grandes tribus kabyles (Âarc ou Âarchs) : At Mangellat, At Bu Yusef, At Weqbil et At Ɛeṭṭaf. L'une de ces quatre tribus porte le nom de la confédération et correspond à la commune de Ain El Hammam dans la wilaya de Tizi Ouzou en Algérie.

## Les tribus(âarchs)
La confédération des Aït Menguellat compte aujourd'hui[Quand ?]près de 47 000 habitants sur environ 100 km2[réf. nécessaire] organisés autour de quatre tribus (un sous-découpage conservé de nos jours puisque les quatre tribus sont reconnues aujourd'hui en tant que commune[évasif]) :
- commune d'Ain El Hammam chez les Aït Menguellat, soit 19 villages pour 20 147 habitants ;
- commune d'Abi Youcef chez les Aït Bou Youcef, soit 8 villages pour 8 535 habitants ;
- commune d'Akbil chez la tribu du même nom, soit 8 villages pour 10 880 habitants ;
- commune de Yattafène chez les Aït Attaf, soit 3 villages pour environ 7 000 habitants.

Ses habitants portent aujourd'hui des noms différenciés comme les Aït Menguellet, Menguelti, ou Menguellati, et vivent dans plusieurs villages de la Grande Kabylie, comme celui de Taourirt At Menguelat, Ighil Bouammas, le village de Lounis Ait Menguellet, At Wagnun, ou encore dans l' âarch de Ibetrunen (Tassadort, et Ighil Ouberouak , ou se trouve un mausolée érigé en l'honneur de Jeddi Ameur Amenguelat, fils de Jeddi Menguelat). Ces variations dans les noms des At Mengellat ont été introduites pour les différencier et les démarquer lorsque l'administration coloniale française a mis en place l'État civil indigène d'Algérie en 1882. 

## Les communes
- Ain El Hammam (Aseqqif n Ṭṭmana)
- Abi Youcef (At Bu-Yusef)
- Akbil (Aqbil)
- Yattafène (Iɛeṭṭafen)

## Les villages
La tribu (Arch) des Aït Menguellat comporte les villages de : Taourirt At-Menguellet, Waghzen, Tamedjout, Waïtslid, Ait Ɛillem, Tililit, Aourir, Tasga Melloul, Ighil n'Ougni, Ikhef Oussamer, Taskenfout, Qarn n'Ayth Khlef, Azrou n'Kollal et enfin Ath Sidi Saïd et Ath Sidi Ahmed (qui regroupe chacun un ensemble de petits hameaux tels : Tagounsa, Bouagache, Azib n'Ayth Sidi Saïd, Qarn n'Ayth Sisi Saïd, Ighil K'sil, Tamesguida...).

## Personnalités
- Jeddi Menguelat, dont le véritable nom serait Si Yâkoub n Moh Esseghir, dit Moh Améziane, était un sage qui professait la bonne parole et réglait les conflits des villageois en les faisant jurer (en tamazight on disait alors ets'gallan, ils juraient). De là, sa maison est devenue la maison pour jurer (axxam n wid yettgallan, axxam n lemgallat); de là son som. Son fils, Si Lhadi, est le fondateur de Taourirt Menguelat (anciennement Taourirt n si lhadi). Mort la nuit du samedi 11 Jumada I an 990H (03 juin 1582).
- Si Lhadj amengellat de Taourirt, fut en 1871, l'un des principaux agents du chef insurrectionnel El Mokrani, leader des Beni Menguellet. Arrêté en 1871, ses biens furent séquestrés.
- Chahid : Amar Ath Chikh, premier responsable de la zone de la Haute-Kabylie. Si Mokrane Menguelti, capitaine au sein du FLN.
- Littérature et poésie : Lounis Aït Menguellet, Youcef Oulefki, Belaïd Izarar (Belaïd At Ali), Tahar Oussedik.
- Musique : Lounis Aït Menguellet, idir ait mislayen,Amar Ezzahi, Karim Abranis, Rabah Taleb, Massa Bouchafa, Cherif Kheddam, Kamel Hamadi, Ould Slimane Mohamed (Menad), Nora At Brahim, Naït si Ali Amar (Amar Amjah).
- Politique : Ali Boumendjel, Ahmed Boumendjel, Mohamed-Tahar Zeghouf, Ouahab Aït Menguellet, Mohand Amokrane Khelifati, Omar Oussedik, Boualem Oussedik, Hamid Sidi Saïd, Abdelmadjid Sidi-Saïd, Mohand Said Sidi Saïd, Salah Bouakouir, Ould Khelifa Mohamed Larbi (ex-président de l'A.P.N), Sammy Oussedik (coordinateur général d'IBTYKAR).
- Journalisme : Manel Menguelti, journaliste AFP.
- Sport : Ali Idir, Rabah Menguelti, Ait Abderahmane Messaoud (football JSK), Aït Tahar Mourad (football JSK), Aziz Ben Hemlat (JSK), Nassim Sidi Saïd (sport mécanique), Aït Djoudi Azeddine (JSK), Meftah et frêres (JSK).
- Sport (boxe) : Daoud Cherif.
- Sport (judo) : Larbi Benboudaoud.
- Théâtre et cinéma : Djamila Amzal.
- Peinture : Ould Mohand Slimane.
- Professeurs en médecine : Nour Oussedik, Fadila Boumendjel-Chitour, Wahiba Oussedik Mammeri, Mohand-Ouali Hamladji, Rose-Marie Hamladji, Sidi Saïd Abderrahmane,